# ASV Siegendorf
Der Arbeitersportverein Siegendorf, kurz ASV Siegendorf, ist ein Fußballverein aus der burgenländischen Marktgemeinde Siegendorf. Der Verein gehört dem Burgenländischen Fußballverband (BFV) an und spielt ab der Saison 2025/26 in der Landesliga, der vierthöchsten Spielklasse.

## Geschichte
Der Vorläufer des ASV Siegendorf wurde im Jahre 1927 ins Leben gerufen und der Verein in seiner heutigen Form dann im Jahre 1930 gegründet. Zu Beginn spielte der ASV in den burgenländischen und auch niederösterreichischen Landesligen mit, zwischen 1940 und 1946 pausierte man aufgrund des Zweiten Weltkrieges. Nach der Wiederaufnahme des Spielbetriebes konnte sich der Klub in der Saison 1949/50 erstmals zum burgenländischen Meister krönen, einen Aufstieg in die Staatsliga verpassten die Burgenländer jedoch in der Relegation gegen den ESV Austria Graz und den 1. Wiener Neustädter SC. In der Saison 1953/54 wurde Siegendorf dann ein zweites Mal Landesmeister und stieg diesmal dann auch in die Staatsliga B auf. In der Staatsliga B hielten sich die Siegendorfer bis zur Auflösung der Spielklasse nach der Saison 1958/59; die beste Platzierung war jeweils ein siebter Endrang in der Debütsaison 1955 und der Abschlusssaison 1959. In der Saison 1958/59 nahm Siegendorf auch erstmals am neu eingeführten ÖFB-Cup teil, wobei jedoch in der ersten Runde gegen Donawitz bereits Endstation war. Zur Saison 1959/60 wurde die Staatsliga B in zwei Regionalligen aufgesplittet und Siegendorf trat fortan in der Regionalliga Ost an. In der Saison 1961/62 erreichte Siegendorf nach einem Erstrundensieg gegen Elektra Wien erstmals die zweite Runde im Pokal, in der man jedoch gegen den ASK Köflach das Nachsehen hatte. In der Regionalliga hielt man sich elf Spielzeiten lang, ehe man am Ende der Saison 1969/70 nach 16 Jahren Zweitklassigkeit wieder ins burgenländische Unterhaus absteigen musste.
In der Landesliga wurde Siegendorf nach dem Wiederabstieg jedoch direkt wieder Meister und stieg somit nach einem Jahr Abwesenheit wieder in die Ostliga auf. Dort verblieb man jedoch diesmal nur ein Jahr lang, bereits am Ende der Saison 1971/72 folgte der direkte Wiederabstieg. In der Saison 1972/73 sicherte sich Siegendorf allerdings abermals direkt nach dem Abstieg den Meistertitel und war somit ab 1973 wieder zweitklassig. Zur Saison 1974/75 wurde über die Regionalliga wieder eine bundesweite zweite Liga eingeführt, für die sich Siegendorf nicht qualifizierte, womit man in der nun drittklassigen Ostliga verblieb. Aus dieser stieg man schließlich am Ende der Saison 1977/78 ab, diesmal sollte der nächste Regionalliga-Aufstieg aber lange auf sich warten lassen. Im Gegenteil, Siegendorf erwischte es in der folgenden Saison noch härter und man stieg auch direkt aus der burgenländischen Landesliga ab, womit man innerhalb von sechs Jahren aus der Zweitklassigkeit in die Fünftklassigkeit gerutscht war. In der Saison 1982/83 konnte man sich in der II. Liga Nord den Meistertitel sichern und somit wieder in die Landesliga aufsteigen, in der sich Siegendorf jedoch nur zwei Spielzeiten lang hielt und 1985 als abgeschlagener Tabellenletzter wieder abstieg.
1988 ging es dann für Siegendorf weiter in die sechstklassige 1. Klasse hinunter. 1992 stieg der Verein als Meister der Gruppe Nord wieder in die II. Liga auf. Nach sechs Spielzeiten folgte 1998 jedoch der nächste Abstieg. Als Vizemeister der Gruppe Nord stieg der Verein 2001 dann erneut in die II. Liga auf. Nach vier Saisonen in der fünften Liga fand sich der Klub dann 2005 abermals am Tabellenende wieder und der nächste Abstieg in die 1. Klasse war die logische Konsequenz. In der Saison 2009/10 sicherte sich der Verein den zweiten Meistertitel in der Gruppe Nord und er war somit wieder fünftklassig. Am Ende der Saison 2012/13 folgte nach diesmal nur drei Spielzeiten der abermalige Abstieg. Als Vizemeister gelang in der Saison 2013/14 nun allerdings der direkte Wiederaufstieg in die II. Liga. In der Saison 2016/17 gelang dem ASV Siegendorf nach 32 Jahren die Rückkehr in die Landesliga: Zwar verpasste der ASV den Meistertitel, jedoch verzichtete der Meister FC Andau auf sein Aufstiegsrecht und Siegendorf war somit der glückliche Zweite. In der Burgenlandliga wurde Siegendorf in der Saison 2017/18 prompt Vizemeister, auf Meister SV Mattersburg II fehlten zehn Punkte. Einen Titel sicherte sich Siegendorf in der Saison 2017/18 allerdings doch: Im BFV-Cup war Siegendorf nach einem Finalerfolg gegen den SV Neuberg zum ersten Mal siegreich und qualifizierte sich somit nach 46 Jahren wieder für den ÖFB-Cup.
Der Vizemeistertitel in der Burgenlandliga wurde in der Saison 2018/19 „verteidigt“, diesmal hatte man neun Zähler Rückstand auf Meister ASV Draßburg. Im ÖFB-Cup traf man in der ersten Runde – wie bei der letzten Teilnahme 1971/72 – auf den Bundesligisten SK Sturm Graz, gegen den man mit 0:2 unterlag. In der Saison 2019/20 war in der Landesliga dann alles angerichtet für den Meistertitel von Siegendorf, nach 17 Runden befand sich der Klub auf dem ersten Tabellenrang. Aufgrund der COVID-Pandemie wurde die Saison im Amateurbereich jedoch annulliert und damit war die Aufstiegshoffnung der Siegendorfer auch dahin. In der Saison 2020/21 bekam man aber immerhin wieder einen Startplatz für den ÖFB-Cup zugesprochen; in der ersten Runde traf man auf den Bundesligisten LASK, gegen den man 0:3 verlor. Die Saison 2020/21 war COVID-bedingt für Siegendorf schon nach sechs Runden vorbei. In der Saison 2021/22 nahmen die Burgenländer wieder am Cup teil, diesmal überstand Siegendorf mit einem 5:0-Sieg gegen den Kärntner Landesligisten SV St. Jakob/Rosental bravourös die erste Runde, in der zweiten Runde setzte es dann aber gegen den Bundesligisten Wolfsberger AC eine 1:6-Niederlage. In der Burgenlandliga war es schließlich in der Saison 2021/22 soweit und Siegendorf sicherte sich den Meistertitel und die damit verbundene Rückkehr nach 44 Jahren in die Regionalliga Ost. Nach dem Meistertitel holte Siegendorf 2022 auch zum zweiten Mal den BFV-Cup mit einem Sieg gegen den Regionalligisten Draßburg.
Die Spielzeit 2022/23 in der Regionalliga Ost beendete Siegendorf auf Rang 13, womit der direkte Wiederabstieg in die Burgenlandliga das Resultat war. In der Saison 2023/24 wurde das Team jedoch direkt wieder Meister und stieg wieder in die Regionalliga auf. Auch im BFV-Cup war die Mannschaft siegreich und holte damit das burgenländische Double. Die Saison 2024/25 beendete Siegendorf in der Ostliga aber als Letzter. Nach finanziellen Problemen wurde im Winter der gesamte Kader getauscht, wodurch die Burgenländer im Frühjahr nicht konkurrenzfähig waren und sieglos blieben.